# Zogge
Zogge is een dorp in de Belgische provincie Oost-Vlaanderen. Het ligt op het grondgebied van Hamme, tussen Hamme-centrum en het gehucht Huivelde in Zele. Zogge telt zo'n 1500 inwoners.

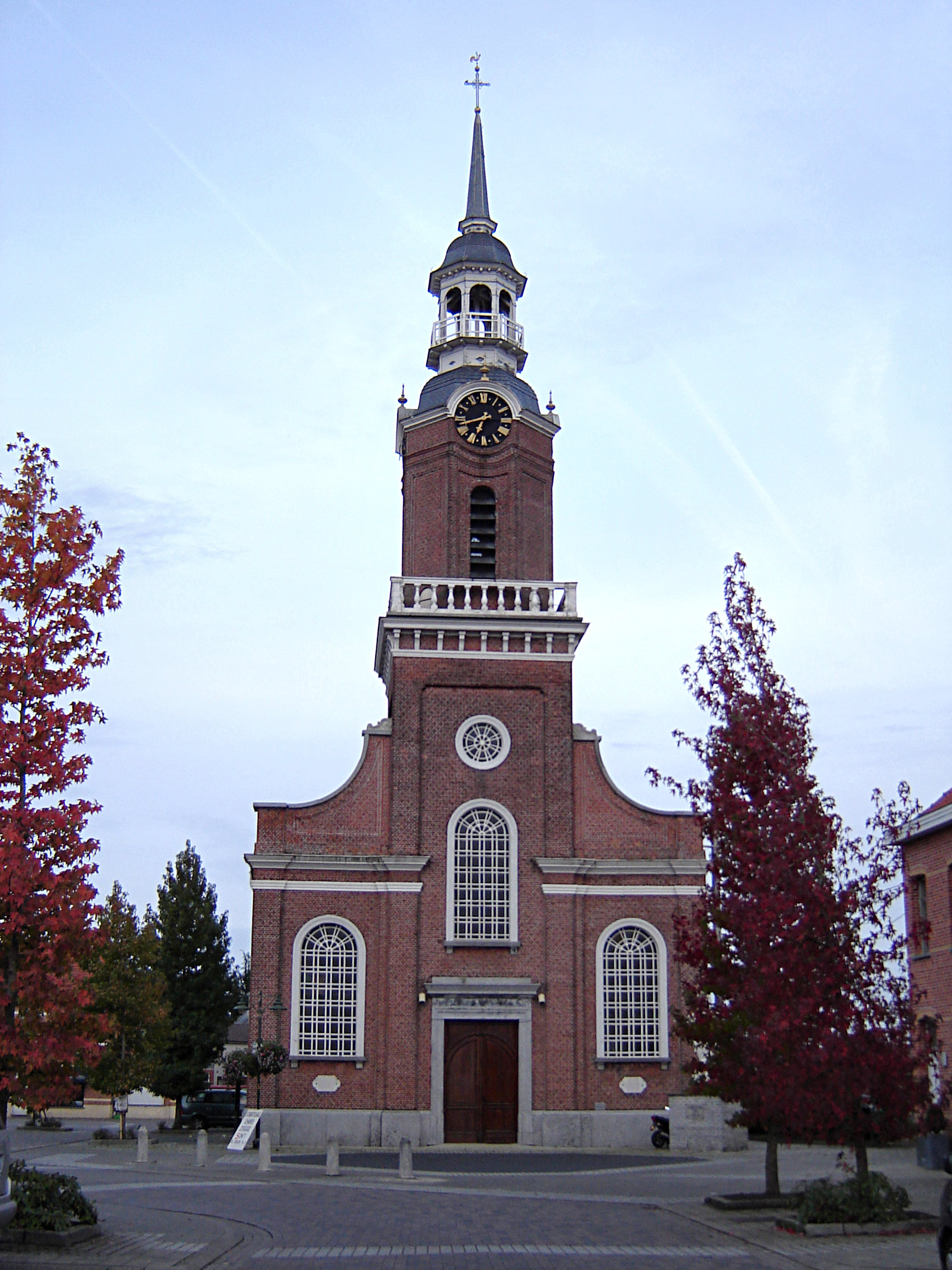
Onze-Lieve-Vrouw Hulp der Christenenkerk

## Geschiedenis
De eerste geschreven vermeldingen van het gehucht De Sogh zijn in de zestiende eeuw terug te vinden. De oorsprong van deze naam is niet precies terug te vinden. Er zijn twee mogelijkheden. In de eerste en de meest waarschijnlijke zou de naam teruggaan op het oorspronkelijke landschap. Zogge was vroeger een moerasgebied. De Moernen en de Gavers zijn daar nog getuigen van. Tot in de late Middeleeuwen liepen wilde varkens rond op het huidige grondgebied. De Sogh zou dan kunnen wijzen op de "De zeug". Het gehucht lag aan de oude steenweg van Sint-Niklaas, via Waasmunster, naar Dendermonde. De Ferrariskaart uit de jaren 1770 toont hier het landelijk gehucht De Sogge, zo'n vier kilometer ten zuidwesten van het centrum van Hamme.
De huidige gewestweg van Waasmunster naar Dendermonde liep destijds via de Moerenstraat naar het Hooigat. Door de Moerenstraat reed in de tijd van Maria-Theresia (1740- 1780) de diligence die gebruikt werd voor personen- en postvervoer. In de afspanning 'In den Zog' stopte de diligence en werd er van paarden gewisseld. Het huidig tracé van de provinciebaan (Heirbaan) werd aangelegd tijdens het bewind van Napoleon Bonaparte. Tijdens de Franse tijd stond in de Galgstraat (nu verbindingsweg tussen Heirbaan en Meerstraat ) een rij bomen (grensteken tussen Hamme en Grembergen) die gebruikt werd als terechtstellingsplaats.
Zogge bleef afhankelijk van de parochie Hamme. Halverwege de 19de eeuw streefde de Gentse bisschop Delebecque naar het oprichten van hulpkerken in afgelegen, landelijke gehuchten. In 1843 raamde het gemeentebestuur van Hamme de bouwkosten, maar toen zij weigerde bij te dragen, besloten de inwoners in 1848 zelf hun kerk te financieren. In 1849 werd zo een nieuwe hulpkerk opgetrokken voor Zogge en de omliggende gehuchtjes Ekelbeke en Meerstraat. Er was een grote rivaliteit tussen Zogge en Meerstraat over de plaats waar de kerk moest gebouwd worden. Verschillende bewoners van de Meerstraat bouwden toen hun huizen met de voorgevel van de kerk weg. De zogenaamde protesthuisjes. In 1854 werd Zogge dan als aparte parochie erkend. De voorheen smalle zijweg naar de kerk werd verbreed, de bebouwing nam toe, en Zogge kreeg meer een centrumkarakter. Het gehuchtje kreeg een pastorie en ook een gemeenteschooltje. In 1911 werd ook de wijk Hooigat aan de parochie toegevoegd.
In 1910 werd er in de Bookmolenstraat een piste gebouwd waarvan de omloop uit cement bestond. De staanplaatsen waren van hout. Een ronde was 166 meter lang. Er was een oprijbrug aangelegd om de wielerwedstrijden op de piste te laten aankomen. De eerste wielerwedstrijd kreeg als startplaats Sint-Niklaas en de aankomst was op de piste van Zogge. Door de aanwezigheid van een velodroom kreeg Zogge nationale bekendheid. In 1927 werd de wielerbaan van Hamme-Zogge definitief gesloten.
Tijdens de Eerste Wereldoorlog maakten de Duitsers op het Lippeveld een oefenterrein met schietbanen en loopgraven waar rekruten opgeleid werden. Alles werd door het Duitse leger opgevorderd: paarden, karren, wagens, graan, aardappelen, groente en kleinvee. Op de Zogse velodroom werden de houten zitplaatsen uitgebroken, omdat het hout moest dienen voor de loopgraven ter verdediging van Dendermonde.
In oktober 1918 werden de Duitsers tot de aftocht gedwongen. Overal namen ze weerbare mannen mee. Om dat te vermijden bouwde een tiental Zoggenaren een onderaardse schuilplaats in het groot kastanjebos van de Gavers. De opgegraven aarde werd in de Gaversloten gestort zodat er geen verse aarde te zien was. Op 1 november 1918 overvielen de Duitsers Zogge. Ze doorzochten alle huizen en plaatsten een patrouille aan de kerk. In een mum van tijd doken heel wat Zogse mannen onder in de Gavers. Enkelen werden echter gegrepen en meegevoerd naar Duitsland.

## Bezienswaardigheden
- De Onze-Lieve-Vrouw Hulp der Christenenkerk
- De pastorie
- De protesthuisjes

## Verkeer
Zogge ligt langs de Heirbaan (N446), de weg tussen Waasmunster en Grembergen.

## Evenementen
Jaarlijks werd een veldrit uit het regelmatigheidscriterium van de Superprestige veldrijden gereden in Zogge. Deze wedstrijd gaat nog steeds door, maar op een andere locatie binnen de gemeente Hamme, in de buurt van de Mirabrug.

## Nabijgelegen kernen
Grembergen, Hamme, Waasmunster, Huivelde